# Didymocarpus podocarpus
Didymocarpus podocarpus är en tvåhjärtbladig växtart som beskrevs av Charles Baron Clarke. Didymocarpus podocarpus ingår i släktet Didymocarpus och familjen Gesneriaceae. Inga underarter finns listade i Catalogue of Life.